# Гай Курций Филон
Гай Курций Филон (на латински: Gaius Curtius Philo) e римски политик от ранната Римска република, от 5 век пр.н.е. Произлиза от патрицианския род Курции.
През 445 пр.н.е. става консул заедно с Марк Генуций Авгурин. Те се борят срещу исканията на народния трибун Гай Канулей за законопроект, позволяващ брак между патриции и плебеи, и правото на плебеите да бъдат избирани за консули. Първият закон е окончателно приет под името Lex Canuleia, но народните трибуни не успяват да се преборят за получаване на едно от двете консулски места за плебеите.